# Alma Sedlar
Alma Sedlar, roj. v Celju, strokovnjakinja s področja preprečevanja korupcije, nekdanja predsednica Transparency International Slovenia (2018 - 2021),  namestnica predsednika Komisije za preprečevanje korupcije (2014 -  2017), slovenska novinarka in urednica (1991 - 2013).
Dr. Alma Sedlar, prof. filozofije in pedagogike, je diplomirala na Filozofski fakulteti v Mariboru z deloma Cenzura in sovražni govor v medijih (filozofija) ter Otroci brez spremstva in šola (pedagogika) ter doktorirala na ISH - AMEU z doktorsko disertacijo z naslovom Zaščita žvižgačev in preprečevanje korupcije ter medijske reprezentacije žvižgaštva.
1991 - 2013 preiskovalna novinarka in urednica,
2014 - 2017 namestnica predsednika Komisije za preprečevanje korupcije,
2017 -     mednarodni expert na področju preprečevanja korupcije,
2018 - 2021    predsednica Transparency International Slovenia.
Kot preiskovalna novinarka novinarka je sodelovala z več mediji, predvsem z Novim tednikom & Radiem Celje ter z revijo Mladina, Radiem Slovenija, časnikom Večer ... Leta 2001 je ustanovila in bila prva urednica časopisa Celjan.
Leta 2005 se je zaposlila kot novinarka pri reviji Jana, kjer je leta 2008 postala namestnica glavne in odgovorne urednice, leta 2011 pa glavna in odgovorna urednica revije Obrazi.
Leta 2007 je prejela nagrado Društva novinarjev Slovenije za izstopajoče novinarske stvaritve Bratstvo resnice.
Od leta 2008 do 2014 je bila dva mandata izvoljena članica Novinarskega častnega razsodišča.
Od leta 2009 do 2012 je bila predsednica Novinarskega sindikata Dela Revije.
Leta 2014 jo je predsednik Republike Slovenije Borut Pahor imenoval za namestnico predsednika Komisije za preprečevanje korupcije s petletnim mandatom.
S funkcije namestnice predsednika Komisije za preprečevanje korupcije je odstopila 11. septembra 2017. V odstopni izjavi je pojasnila, da odstopa, ker je njeno delo v okviru Komisije za preprečevanje korupcije in delovanje v funkciji namestnice popolnoma onemogočeno ter iz protesta, ker vrh politike ni kljub obljubam ni ukrenil nič za drugačen normativni okvir, ki bi omogočil učinkovitejše delovanje Komisije.
Oktobra 2017 je izdala prvo slovensko knjigo s področja zaščite in medijske analize žvižgačev z naslovom Žvižgači, mediji in korupcija (od Snowdena do Breclja)  (založba UMco, 2017).

29. marca 2018 je bila izvoljena za začasno predsednico Transparency International Slovenia. 27. septembra 2018 je bila izvoljena za predsednico Transparency International Slovenia za celoten štiriletni mandat.   
1. ↑  »Alma Sedlar zapustila Borisa Štefaneca«. Pridobljeno 17. oktobra 2017.
2. ↑  »Žvižgači, mediji in korupcija«. www.bukla.si. Pridobljeno 17. oktobra 2017.